# Euphorbia dendroides
La lechetrezna arbórea (Euphorbia dendroides L.) es una especie fanerógama perteneciente a la familia Euphorbiaceae. 

## Descripción y hábitat

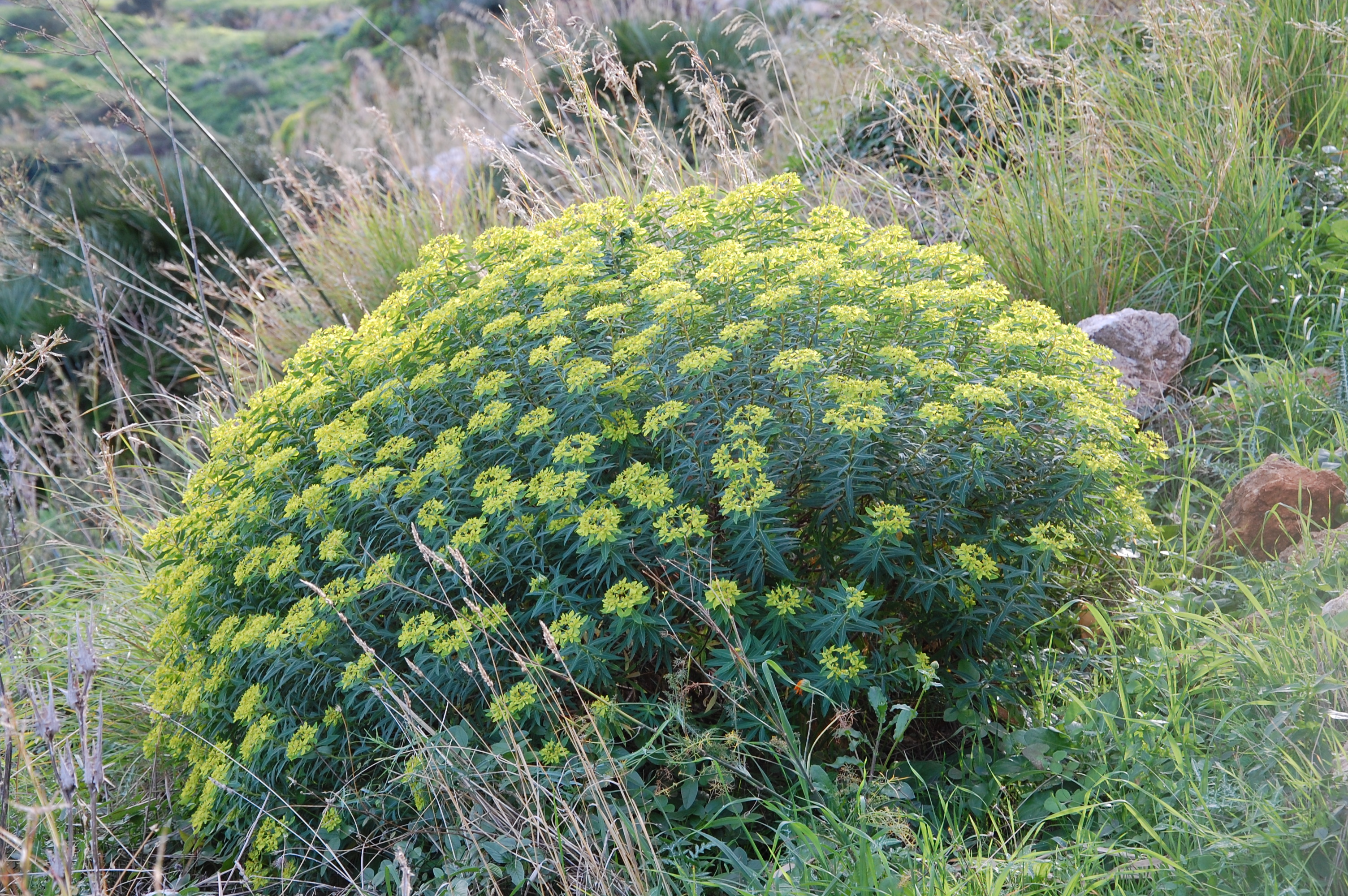
Vista de la planta

Es una árbol perenne con hojas suculentas. Esta es la más grande lechetrezna que se encuentra en las Baleares. De porte arbustivo, se caracteriza por perder las hojas durante el verano dejando la estructura de ramas desnudas durante los meses cálidos, volviendo a brotar en el mes de septiembre, a veces antes del inicio de las lluvias.

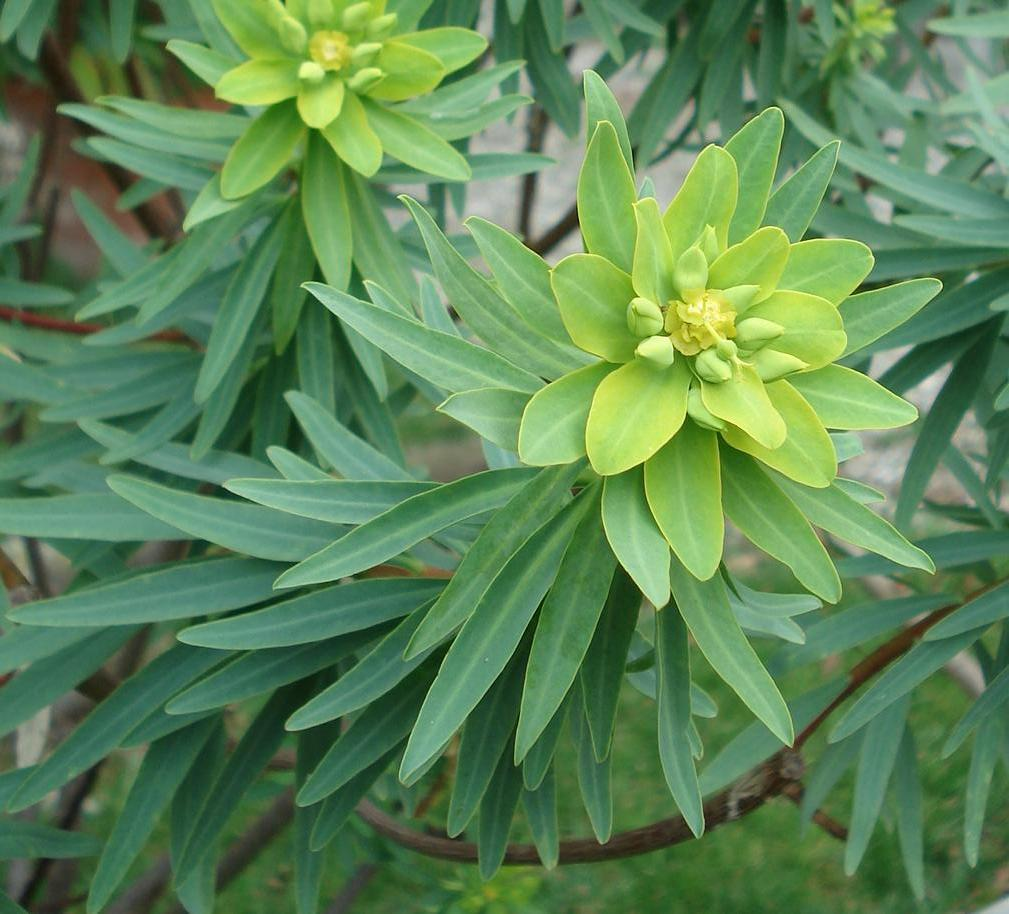
Detalle de las hojas

## Distribución
La lechetrezna es propia del litoral mediterráneo, de la península ibérica hasta la costa de Egipto. Se ha introducido en otros lugares como planta ornamental. 
Vive en suelos calcáreos y silíceos. Forma parte de la vegetación de los habitáts pedregosos de las maquias mediteráneas. Habita en los talwegs de las serretas bajas litorales. No puede vivir en las cimas o montañas altas, pues no soporta temperaturas inferiores a los 10 °C por un tiempo prolongado.

## Taxonomía
Euphorbia dendroides fue descrita por Carlos Linneo y publicada en Species Plantarum 1: 462. 1753.
Etimología
Euphorbia: nombre genérico que deriva de Euforbo, médico griego del rey Juba II de Mauritania (52 a 50 a. C. - 23), en su honor – o en alusión a su gran vientre –, ya que usaba médicamente Euphorbia resinifera. En 1753 Carlos Linneo asignó el nombre a todo el género.
dendroides: epíteto latino que significa "como un árbol".
Sinonimia
- Esula dendroides (L.) Haw.
- Euphorbia divaricata Jacq.
- Euphorbia laeta Aiton
- Euphorbion dendroideum (L.) St.-Lag.
- Tithymalus arboreus Tourn. ex Lam.
- Tithymalus dendroides (L.) Hill
- Tithymalus laetus (Aiton) Haw.[5][6][7]

## Nombre común
- Español: Titímalo árbol